# Ewelyne Wohlfeiler
Ewelyne Wohlfeiler, slovensko-nemška filmska igralka in montažerka, * 21. september 1951, Ljubljana, † 2024.
Po končanem prvem letniku gimnazije se je Ewelyne leta 1967 z družino odselila v München (Nemčija), kjer danes dela kot filmska montažerka. V Sloveniji je najbolj znana po vlogi Loti v slovenskem celovečernem filmu Dolina miru.

## Vloge
Celovečerni filmi:
- Dolina miru, 1956
- Dobro morje, 1958
- Tri četrtine sonca, 1959